# Världsmästerskapen i hastighetsåkning på skridskor (distanser) 2004
VM i hastighetsåkning på skridskor (distanser) 2004 anordnades i Seoul i Sydkorea.  Världsmästerskap gällande olika sträckor, anordnas de år då Olympiska vinterspel ej anordnas.

## Resultat

### Damer
- - 2 x 500 m
- 1 Manli Wang, Kina
- 2  Anzjelika Kotjuga, Vitryssland
- 3 Hui Ren, Kina
  - 1 000 m
- 1 Anni Friesinger , Tyskland
- 2 Marianne Timmer, Nederländerna
- 3 Cindy Klassen, Kanada
  - 1 500 m
- 1 Anni Friesinger , Tyskland
- 2 Cindy Klassen, Kanada
- 3 Jennifer Rodriguez, USA
  - 3 000 m
- 1 Claudia Pechstein,  Tyskland
- 2 Anni Friesinger,  Tyskland
- 3 Gretha Smit, Nederländerna
  - 5 000 m
- 1 Clara Hughes, Kanada
- 2 Gretha Smit, Nederländerna
- 3 Claudia Pechstein,  Tyskland

### Herrar
- - 2 x 500 m
- 1 Jeremy Wotherspoon, Kanada
- 2 Dmitrij Lobkov, Ryssland
- 3 Mike Ireland, Kanada
  - 1 000 m
- 1 Erben Wennemars, Nederländerna
- 2 Jeremy Wotherspoon, Kanada
- 3 Masaaki Kobayashi, Japan
  - 1 500 m
- 1 Shani Davis, USA
- 2 Mark Tuitert, Nederländerna
- 3 Erben Wennemars, Nederländerna
  - 5 000 m
- 1 Chad Hedrick, USA
- 2 Carl Verheijen, Nederländerna
- 3 Gianni Romme, Nederländerna
  - 10 000 m
- 1 Carl Verheijen, Nederländerna
- 2 Bob de Jong, Nederländerna
- 3 Chad Hedrick, USA